# John Isner
John Robert Isner (ur. 26 kwietnia 1985 w Greensboro) – amerykański tenisista, reprezentant kraju w Pucharze Davisa, zdobywca Pucharu Hopmana z 2011 roku, olimpijczyk z Londynu (2012).
Status profesjonalnego tenisisty otrzymał w 2007 roku, jednak jego pierwsze starty w gronie zawodowców miały miejsce w 2005 roku. Pierwszy zawodowy mecz rozegrał z Robem Steckleyem podczas rozgrywek futuresowych w Joplin z lipca 2005 roku. Spotkanie zakończyło się wygraną Isnera 6:1, 7:6(2). 31 sierpnia 2023 zakończył karierę zawodową.
W grze pojedynczej wygrał szesnaście tytułów w zawodach rangi ATP Tour z trzydziestu jeden rozegranych finałów. Isner uczestniczył również w najdłuższym meczu w historii tenisa. Spotkanie odbyło się 22–24 czerwca 2010 podczas I rundy Wimbledonu, a rywalem Amerykanina był Nicolas Mahut. Mecz zakończył się zwycięstwem Isnera. Najwyższą pozycję rankingową w klasyfikacji singlowej osiągnął w lipcu 2018 roku, nr 8.
W grze podwójnej zwyciężył w ośmiu turniejach kategorii ATP Tour oraz przegrał sześć finałów. Najwyżej w zestawieniu deblistów był na 14. pozycji w lipcu 2022 roku.

## Życie prywatne
Urodził się w Greensboro, w stanie Karolina Północna jako syn Karen (z domu Hobbs), zajmującej się handlem nieruchomościami, i Roberta „Boba” Stuarta Isnera, pracującego w budownictwie. Ma dwóch braci, Nathana i Jordana. W tenisa grał od dziewiątego roku życia. Wśród zainteresowań Johna Isnera znajdują się poker, golf i koszykówka. Mieszka w Tampie na Florydzie.
W grudniu 2017 Isner poślubił swoją wieloletnią partnerkę, projektantkę biżuterii Madison McKinley. Uroczystość odbyła się w Montage Palmetto Bluff w Karolinie Południowej.

## Kariera tenisowa

### Styl gry i sprzęt
Isner znany był z potężnego serwisu, w czym wydatnie pomagał mu jego wzrost (208 cm). Dobry pierwszy serwis umożliwiał mu skuteczną grę przy siatce, tzw. serw i wolej.
Jego sponsorami były Lacoste i Prince, wyposażające odpowiednio w odzież i rakiety.

### Sezon 2007
Zawodową karierę tenisową rozpoczął latem 2007 roku startami w turniejach rangi ITF Futures.
Na początku sierpnia, podczas turnieju rangi ATP World Tour, w Waszyngtonie wystąpił dzięki dzikiej karcie, która pierwotnie przypisana była Fernando Gonzálezowi. Isner otrzymał ją po tym, jak Chilijczyk wycofał się w ostatniej chwili z udziału w turnieju. Amerykanin osiągnął finał zawodów, pokonując po drodze takich graczy jak Tim Henman, Benjamin Becker, Wayne Odesnik, Tommy Haas i Gaël Monfils. W finale musiał uznać wyższość rodaka Andy’ego Roddicka, przegrywając 4:6, 6:7(4). Dzięki temu wynikowi awansował na 192. lokatę w rankingu światowym, w 6. tygodniu od debiutu w gronie najlepszych tenisistów świata.
Sukces w Waszyngtonie przyczynił się do przyznania Isnerowi dzikich kart do trzech kolejnych turniejów ATP, rozgrywek ATP Masters Series w Cincinnati, New Haven i wielkoszlemowego US Open. W Cincinnati swój udział zakończył na I rundzie, przegrywając z późniejszym ćwierćfinalistą imprezy, Davidem Ferrerem. W następnym tygodniu wystąpił w New Haven, pokonując Benjamina Beckera, a w II rundzie przegrywając po raz kolejny w ciągu ostatnich dwóch tygodni z Ferrerem, tym razem w trzech setach.
W swoim debiucie wielkoszlemowym na US Open pokonał w I rundzie Jarkko Nieminena. W meczu II rundy zwyciężył Rika de Voesta. Swój udział w turnieju zakończył na III rundzie ulegając Rogerowi Federerowi.
Rok ukończył na 107. pozycji w rankingu światowym.

### Sezon 2008
Na początku sezonu zadebiutował w Australian Open, odpadając w I rundzie po porażce z Fabrice’em Santoro. W parze z Ivo Karloviciem (najwyższy gracz w rozgrywkach ATP World Tour), Isner wystąpił w I rundzie gry podwójnej, tworząc w ten sposób „najwyższą” parę deblistów w historii touru.
W lutym Isner awansował po raz pierwszy w zawodowej karierze do czołowej 100. rankingu (93. lokata), po osiągnięciu ćwierćfinału turnieju w San José. Pokonał w nim Florenta Serrę i Tommy’ego Haasa. w 1/4 finału przegrał po trwającym ponad 3 godziny meczu z Hiszpanem Guillermo Garcíą Lópezem.
W połowie sezonu Amerykanin wystąpił w Rolandzie Garrosie oraz na Wimbledonie, odpadając za każdym razem w I rundzie, po porażkach odpowiednio z Juanem Ignacio Chelą oraz Ernestsem Gulbisem. W lipcu Isner wraz z Mardym Fishem osiągnął swój pierwszy finał w grze podwójnej rangi ATP World Tour, na trawiastych kortach w Newport. Amerykańska para wygrała spotkanie finałowe 6:4, 7:6(1) z duetem Rohan Bopanna-Aisam-ul-Haq Qureshi.
Podczas US Open Series Isner doszedł do ćwierćfinału w Waszyngtonie, przegrywając z Juanem Martínem del Potro, natomiast na US Open został pokonany w I rundzie przez Andreasa Becka. Pod koniec września Isner wygrał zawody kategorii ATP Challenger Tour w Lubbock, po pokonaniu w finale Franka Dancevicia.
Na koniec roku Isner zajmował 144. miejsce w zestawieniu ATP.

### Sezon 2009

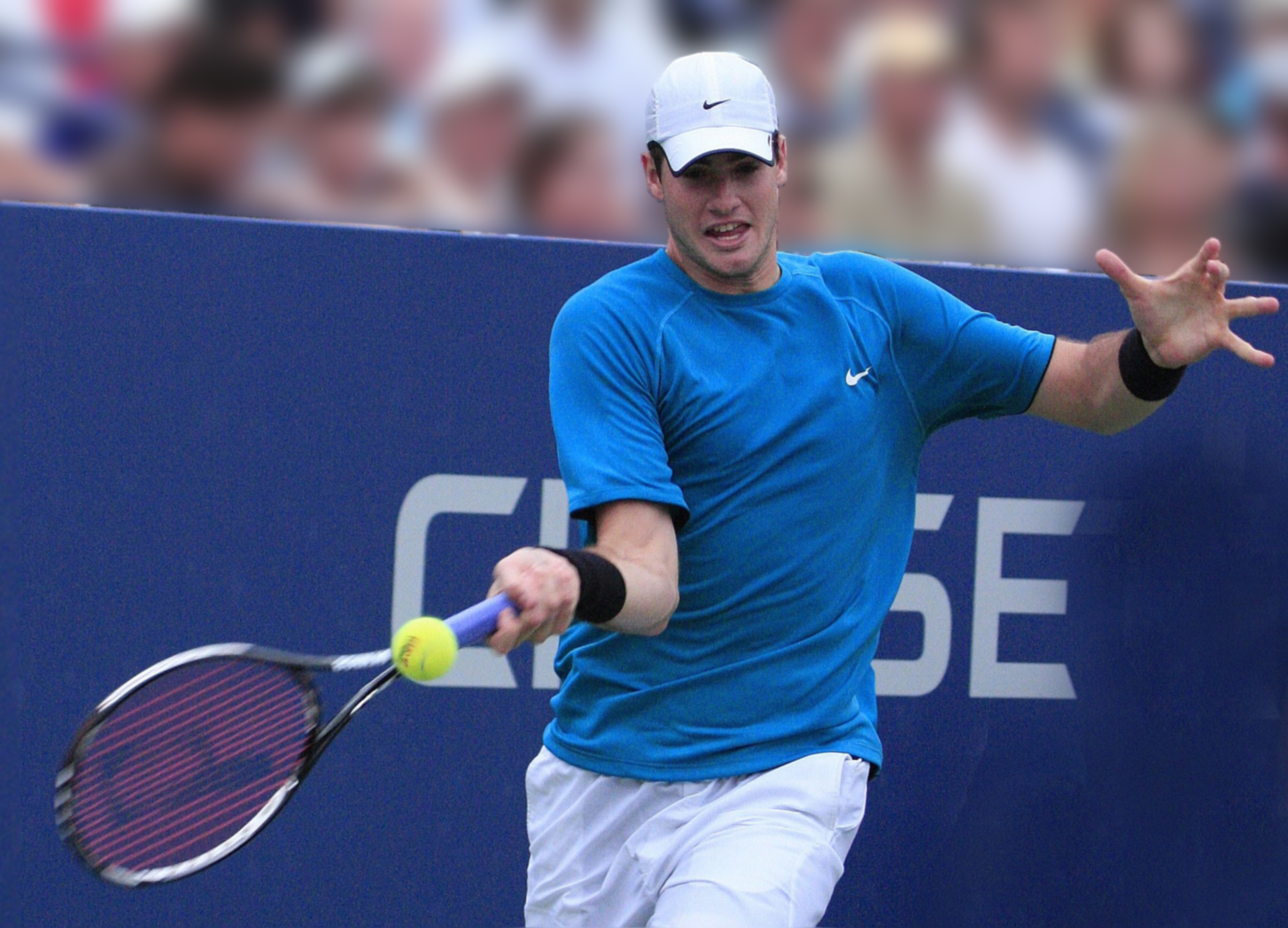
Isner podczas US Open (2009)

Rok Amerykanin zaczął od startu w Auckland, przechodząc najpierw eliminacje. W turnieju głównym Isner pokonał Alberta Montañésa oraz swojego rodaka Robby’ego Ginepriego. W ćwierćfinale odpadł z Robinem Söderlingiem. W Australian Open wystąpił dzięki dzikiej karcie. Swój udział zakończył w I rundzie, odpadając z Dominikiem Hrbatym.
W połowie marca Amerykanin osiągnął IV rundę zawodów ATP World Tour Masters 1000 w Indian Wells. Isner po drodze wyeliminował m.in. Gaëla Monfilsa, a także byłego lidera światowego rankingu, Marata Safina. Spotkanie o ćwierćfinał przegrał z Juanem Martínem del Potro.
Na dzień przed rozpoczęciem Rolanda Garrosa Isner zrezygnował z gry w turnieju z powodu zdiagnozowania mononukleozy.
W lipcu Amerykanin powrócił do rywalizacji, na turniej w Indianapolis. Isner awansował do półfinału zawodów przegrywając pojedynek o finał z Robbym Gineprim. Podczas zawodów w Waszyngtonie Isner dotarł do półfinału, eliminując m.in. Jo-Wilfrieda Tsongę i Tomáša Berdycha. W półfinale nie sprostał Andy’emu Roddickowi. Na US Open Amerykanin dotarł do IV rundy. W III fazie turnieju po raz pierwszy w karierze pokonał Roddicka, wynikiem 7:6(3), 6:3, 3:6, 5:7, 7:6(5). W meczu o ćwierćfinał zmierzył się z Fernando Verdasco, któremu uległ w czterech setach.
Podczas cyklu turniejów w Azji Isner osiągnął ćwierćfinał w Bangkoku. Mecz o półfinał przegrał z Viktorem Troickim, późniejszym finalistą imprezy.
Sezon Amerykanin zakończył na 34. miejscu w rankingu.

### Sezon 2010
Na początku sezonu Isner wystartował w nowozelandzkim Auckland, wygrywając po raz pierwszy w karierze turniej rangi ATP World Tour. Po drodze pokonał m.in. Tommy’ego Robredo, a w finale rezultatem 6:3, 5:7, 7:6(2) Arnauda Clémenta. W Australian Open Amerykanin doszedł do IV rundy, po wygranej m.in. nad Gaëlem Monfilsem. Pojedynek o ćwierćfinał przegrał 6:7(4), 3:6, 2:6 z Andym Murrayem.
W połowie lutego Isner wystartował w turnieju w Memphis. W grze pojedynczej doszedł do finału, w którym nie sprostał Samowi Querreyowi, przegrywając 7:6(3), 6:7(5), 3:6. W deblu wygrał swój drugi turniej ATP World Tour. Wspólnie z Querreyem pokonali w finale 6:4, 6:4 debel Ross Hutchins-Jordan Kerr.
Na początku marca Isner zadebiutował w reprezentacji Stanów Zjednoczonych w Pucharze Davisa, w rundzie przeciwko Serbii. W swoim pierwszym meczu przegrał z Viktorem Troickim, natomiast później w meczu deblowym razem z Bobem Bryanem pokonali parę Janko Tipsarević-Nenad Zimonjić. Trzeci mecz tej fazy rozgrywek przegrał z Novakiem Đokoviciem. Końcowy wynik rywalizacji to 3:2 dla Serbów.
Na kortach ziemnych, na początku maja, amerykański tenisista osiągnął razem z Querreyem finał debla w turnieju rangi ATP World Tour Masters 1000 w Rzymie. Mecz o tytuł przegrali z Bobem i Mikiem Bryanami 2:6, 3:6. Kolejny start w sezonie Amerykanina miał miejsce w Belgradzie, gdzie osiągnął swój pierwszy singlowy finał na nawierzchni ziemnej. W finale spotkał się z Querreyem, z którym przegrał 6:3, 6:7(4), 4:6, nie wykorzystując w drugim secie piłki meczowej. W wielkoszlemowym Rolandzie Garrosie Isner doszedł do III rundy, przegrywając z Tomášem Berdychem.
W dniach 22–24 czerwca w I rundzie Wimbledonu Isner rozegrał najdłuższy mecz w historii tenisa, przeciwko Nicolasowi Mahutowi. Pojedynek ten trwał 11 godzin i 5 minut. Isner wygrał go 3:2 (70:68 w ostatnim secie). W II rundzie przegrał z Thiemo de Bakkerem w trzech setach.
Pod koniec lipca Isner wystartował w Atlancie, gdzie doszedł do finału, w którym przegrał z Mardym Fishem 6:4, 4:6, 6:7(4). Z US Open odpadł w III rundzie po porażce z Michaiłem Jużnym. Pod koniec października Amerykanin doszedł do ćwierćfinału rozgrywek w Montpellier, przegrywając jednak z późniejszym zwycięzcą, Gaëlem Monfilsem.
Sezon Isner zakończył na 19. pozycji w zestawieniu ATP.

### Sezon 2011

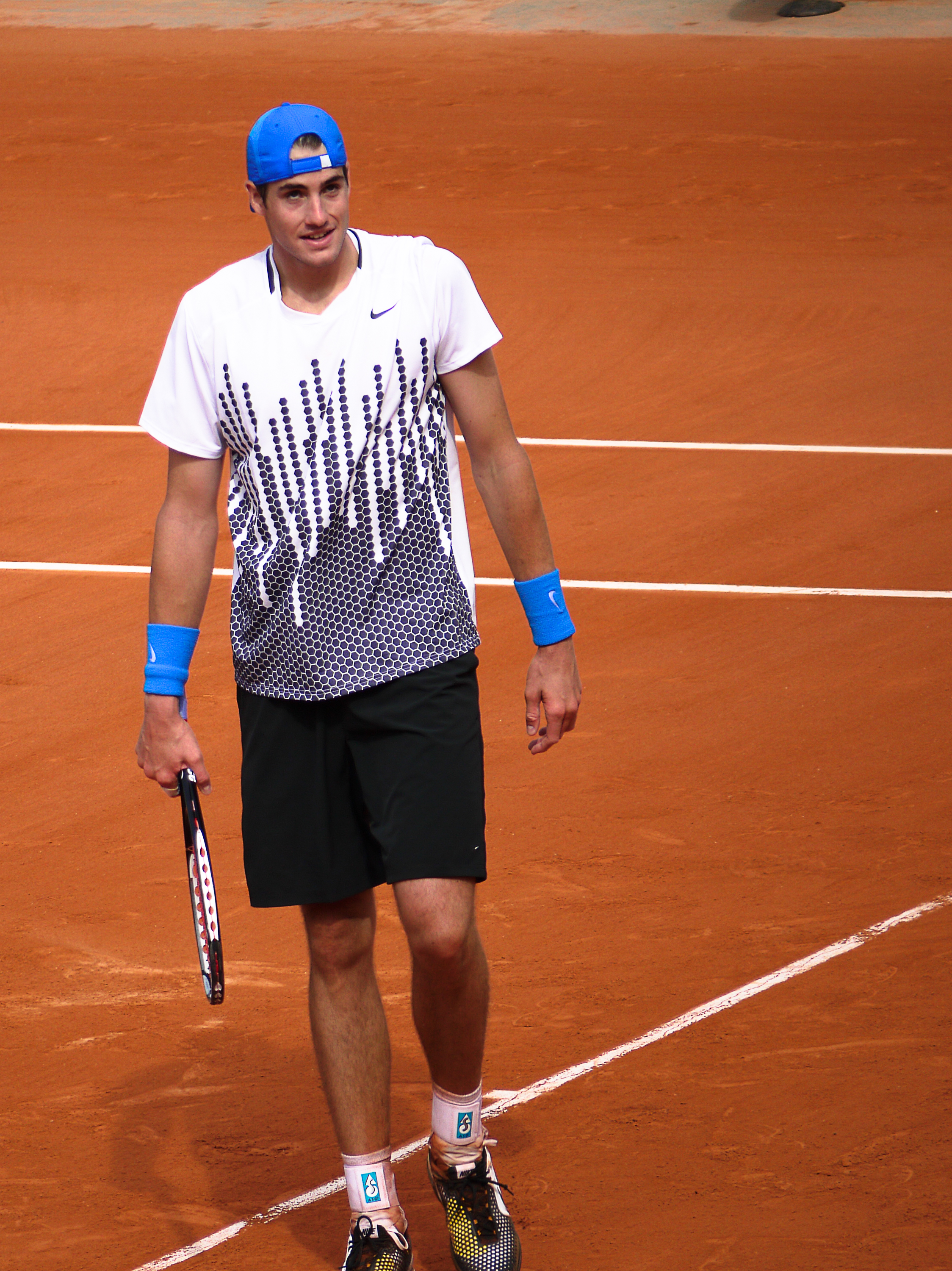
Isner podczas French Open, 2011

Sezon 2011 Isner otworzył od występu razem z Bethanie Mattek-Sands w Pucharze Hopmana. Amerykańska para wygrała ostatecznie całą imprezę. W pojedynkach grupowych Isner pokonał odpowiednio Nicolasa Mahuta i Potito Starace, natomiast przegrał z Andym Murrayem. W finale Amerykanie pokonali zespół Belgii 2:1, a Isner w swoim singlowym pojedynku wygrał nad Rubenem Bemelmansem, natomiast w deblu wraz z Sands nad duetem Justine Henin-Ruben Bemelmans. Tuż przed Australian Open Isner wystartował w Auckland, gdzie grał jako obrońca tytułu. Amerykanin osiągnął w tej edycji ćwierćfinał przegrywając pojedynek o dalszą fazę z Davidem Nalbandianem. Podczas Australian Open Amerykanin doszedł do III rundy, odpadając po pięciosetowym pojedynku z Marinem Čiliciem.
Sezon gry na nawierzchni ziemnej Isner zaczął od startu w Houston, gdzie awansował do finału w grze podwójnej, partnerując Samowi Querreyowi. Pojedynek finałowy przegrali z Bobem i Mikiem Bryanami. W połowie maja Isner razem z Samem Querreyem wygrali rywalizację deblową w Rzymie. W finale wygrali poprzez walkower z Mardym Fishem i Andym Roddickiem, ze względu na kontuzję ramienia jakiej doznał Roddick. Podczas Rolanda Garrosa Amerykanin przegrał w I rundzie po porażce z Rafaelem Nadalem. Z rywalizacji na trawiastych kortach Wimbledonu Isner odpadł w II rundzie z Nicolásem Almagro. Drugi singlowy tytuł Amerykanin wywalczył w Newport. Po drodze Isner nie stracił seta, a w finale wynikiem 6:3, 7:6(6) pokonał Oliviera Rochusa.
US Open Series Isner zaczął od startu w Atlancie, gdzie jak w sezonie 2010 osiągnął finał, w którym zagrał z Mardym Fishem. Isner przegrał pojedynek 6:3, 6:7(6), 2:6 nie wykorzystując dwóch piłek meczowych. Podczas zawodów w Waszyngtonie Amerykanin awansował do półfinału, w którym nie sprostał Gaëlowi Monfilsowi. Pod koniec sierpnia, w Winston-Salem, Isner wywalczył trzeci singlowy tytuł w karierze, pokonując w półfinale Andy’ego Roddicka, zaś w finale w trzech setach Juliena Benneteau. Na US Open Amerykanin osiągnął po raz pierwszy w karierze ćwierćfinał rozgrywek wielkoszlemowych. Po drodze wyeliminował m.in. Gilles’a Simona, natomiast spotkanie o dalszą fazę przegrał z Andym Murrayem.
Jesienią Amerykanin osiągnął swój pierwszy półfinał w karierze w zawodach kategorii ATP World Tour Masters 1000, w Paryżu. Isner wyeliminował po drodze m.in. Davida Ferrera. Spotkanie o awans do finału zakończyło się porażką Isnera z Jo-Wilfriedem Tsongą, przeciwko któremu nie wykorzystał trzech piłek meczowych.
Sezon Amerykanin zakończył na 18. miejscu w zestawieniu ATP.

### Sezon 2012
Pierwszy turniej w 2012 roku Isner rozegrał podczas Australian Open, gdzie doszedł do III rundy. Po drodze wyeliminował m.in. Davida Nalbandiana, przeciwko któremu obronił piłkę meczową. Spotkanie o awans do IV rundy przegrał z Feliciano Lópezem. Pod koniec lutego Isner osiągnął ćwierćfinał imprezy w Memphis, ponosząc porażkę z Jürgenem Melzerem. Następnie Amerykanin wystartował w Delray Beach, gdzie dotarł do półfinału, wyeliminowany przez Kevina Andersona. W marcu doszedł do finału turnieju ATP World Tour Masters 1000 w Indian Wells po wygranej nad liderem rankingu ATP, Novakiem Đokoviciem. W meczu o mistrzostwo przegrał z Rogerem Federerem 6:7(7), 3:6. W deblu również doszedł do finału, w którym w parze z Samem Querreyem ulegli Rafaelowi Nadalowi oraz Marcowi Lópezowi.
Sezon gry na nawierzchni ziemnej Isner zaczął od startu w Houston. Amerykanin awansował tam do finału, w którym przegrał 2:6, 6:3, 3:6 z Juanem Mónaco. Pod koniec maja Amerykanin awansował do ćwierćfinału w Nicei, w którym uległ Nikołajowi Dawydience. Na Rolandzie Garrosie Isner osiągnął II rundę, w której zmierzył się z Paulem-Henrim Mathieu. Spotkanie zakończyło się pięciosetowym zwycięstwem Mathieu, a ostatni set rezultatem 18:16 dla Francuza. Pojedynek trwał 5 godz. 41 min. i był drugim najdłuższym meczem w historii na paryskich kortach.
W czerwcu, na Wimbledonie, Isner odpadł w I rundzie pokonany przez Alejandro Fallę. Wkrótce później obronił tytuł w turnieju w amerykańskim Newport. W ostatnim meczu zwyciężył wynikiem 7:6(1), 6:3 z Lleytonem Hewittem, który do zawodów przystąpił z dziką kartą. Podczas turnieju w Atlancie Isner doszedł do półfinału, ponosząc porażkę z Andym Roddickiem.
Na przełomie lipca i sierpnia Isner wystartował na igrzyskach olimpijskich w Londynie w konkurencji singlowej oraz deblowej. W grze pojedynczej Isner jako jedyny z Amerykanów doszedł do ćwierćfinału, po wcześniejszym pokonaniu Janko Tipsarevicia. Spotkanie o dalszą rundę przegrał z Rogerem Federerem. W grze podwójnej Isner tworzył parę z Andym Roddickiem. Debliści odpadli z rywalizacji w I rundzie po porażce z Brazylijczykami Marcelo Melo i Bruno Soaresem.
W połowie sierpnia Isner dotarł do półfinału zawodów ATP World Tour Masters 1000 w Toronto, jednak w meczu o dalszą rundę nie sprostał Richardowi Gasquetowi. W kolejnym tygodniu wycofał się z udziału w Cincinnati. Podczas turnieju w Winston-Salem Amerykanin odniósł zwycięstwo. W początkowych fazach wyeliminował Martina Kližana, Jürgena Melzera i Davida Goffina. W spotkaniu półfinałowym wygrał z Jo-Wilfriedem Tsongą, a w meczu o mistrzostwo pokonał Tomáša Berdycha 3:6, 6:4, 7:6(9) po wcześniejszym wybronieniu w trzecim secie trzech piłek meczowych. Na US Open Isner odpadł w III rundzie pokonany przez Philippa Kohlschreibera.
2012 rok zawodnik zakończył na 14. miejscu w klasyfikacji gry pojedynczej.

### Sezon 2013

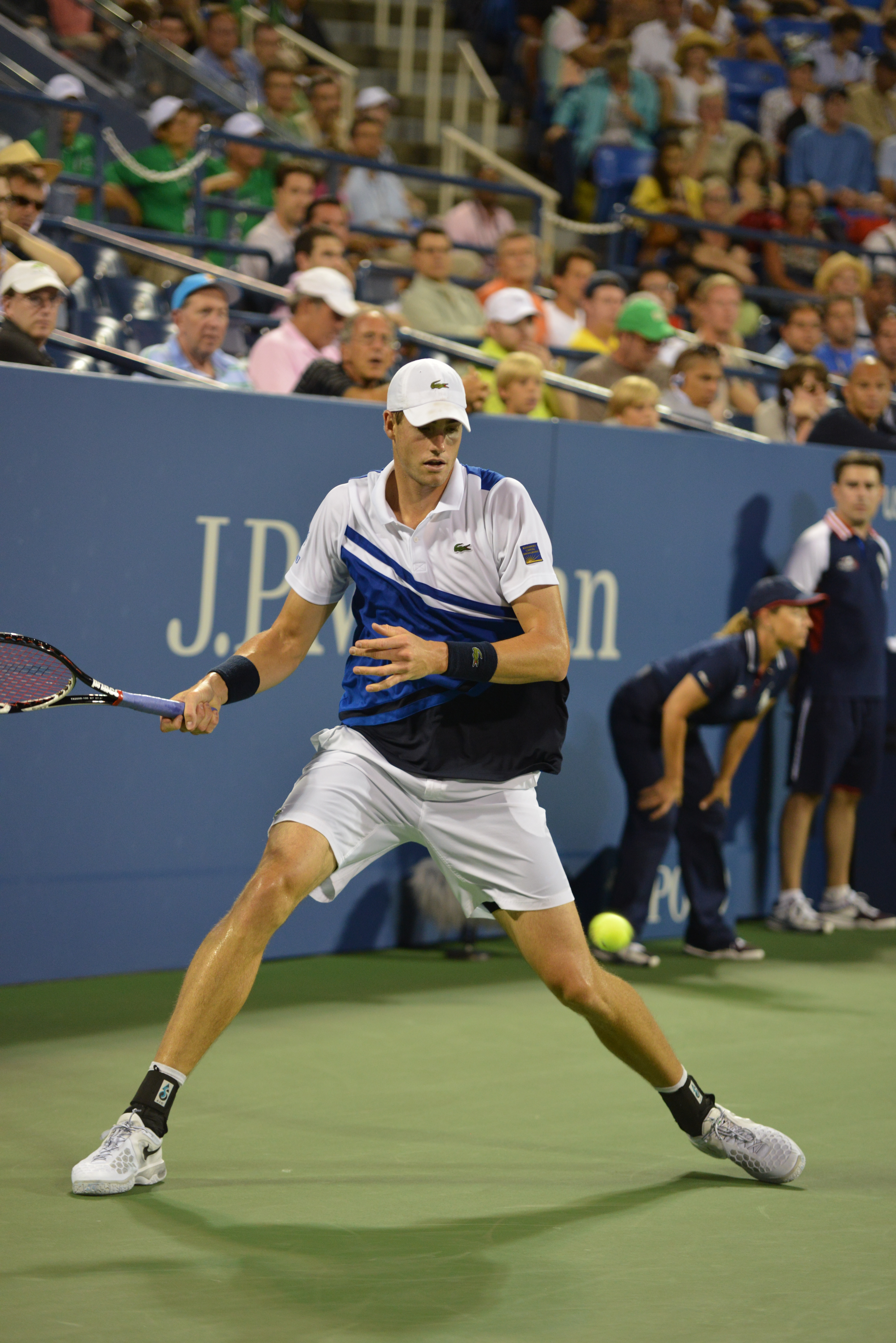
Isner podczas US Open (2013)

Na początku sezonu Isner wycofał się, z powodu kontuzji kolana, ze styczniowego Australian Open.
Po wyleczeniu urazu Amerykanin powrócił na Puchar Davisa przeciw Brazylii. Isner wygrał z Thiagiem Alvesem i przegrał z Thomazem Belluccim. Reprezentacja USA awansowała do ćwierćfinału po ostatecznym triumfie 3:2.
W połowie lutego zawodnik awansował do półfinału w San José, odpadając po porażce z Tommym Haasem. W Delray Beach również osiągnął półfinał, w którym przegrał z Édouardem Rogerem-Vasselinem.
W Indian Wells uległ w swoim pierwszym meczu Lleytonowi Hewittowi. Na turnieju w Miami odpadł w III rundzie, wygrywając najpierw z Ivanem Dodigiem, a następnie przegrywając z Marinem Čiliciem.
Sezon gry na nawierzchni ziemnej Isner zaczął od triumfu w Houston, zwyciężając tym samym po raz pierwszy na tym podłożu. Po drodze pokonał m.in. Juana Mónaco, a w finale wynikiem 6:3, 7:5 Nicolása Almagro. Na Rolandzie Garrosie Isner awansował po zwycięstwach z Carlosem Berlocqiem i po pięciosetowym triumfie z Ryanem Harrisonem do III rundy, w której nie sprostał Tommy’emu Haasowi, ponosząc porażkę 5:7, 6:7(4), 6:4, 7:6(10), 8:10.
Podczas Wimbledonu Isner doszedł do II rundy, eliminując Jewgienija Donskoja. Rywalizację o III rundę poddał po dwóch gemach Adrianowi Mannarino z powodu kontuzji kolana. Po zawodach w Londynie Amerykanin zagrał w Newport, gdzie poniósł porażkę w półfinale z Lleytonem Hewittem.
Pod koniec lipca Isner wygrał zawody w Atlancie. W drodze po zwycięstwo wyeliminował m.in. Lleytona Hewitta, a w finale pokonał 6:7(3), 7:6(2), 7:6(2) Kevina Andersona broniąc w trzecim secie dwóch piłek meczowych. Potem Isner zagrał w Waszyngtonie, gdzie awansował do kolejnego finału. Decydujący mecz przegrał tym razem 6:3, 1:6, 2:6 z Juanem Martínem del Potro. Drugi finał w karierze z cyklu ATP World Tour Masters 1000 tenisista ze Stanów Zjednoczonych osiągnął w Cincinnati. Isner wyeliminował m.in. w ćwierćfinale Novaka Đokovicia i w półfinale Juana Martína del Potro. Przeciwko Argentyńczykowi obronił piłkę meczową ostatecznie wygrywając 6:7(5), 7:6(9), 6:3 i przerywając passę czterech porażek z rzędu w bezpośrednich konfrontacjach. Spotkanie finałowe zakończyło się porażką Isnera 6:7(8), 6:7(3) z Rafaelem Nadalem. Na US Open Isner doszedł do III rundy pokonany przez Philippa Kohlschreibera.
Sezon zakończył, podobnie jak 2012 rok, na 14. miejscu w rankingu ATP.

### Sezon 2014
Pierwszy turniej w sezonie zagrał w Auckland, gdzie odniósł końcowe zwycięstwo. Wyeliminował po drodze m.in. w ćwierćfinale Philippa Kohlschreibera, a w finale wynikiem 7:6(4), 7:6(7) Lu Yen-hsuna. Z Australian Open Isner odpadł w I rundzie po porażce z Martinem Kližanem poprzez krecz przy stanie 6:2, 7:6(6) dla Kližana z powodu urazu kostki u nogi.
Amerykanin powrócił do rywalizacji w połowie lutego na turniej w Delray Beach, gdzie doszedł do półfinału, pokonany przez Marina Čilicia.
W marcu Isner awansował do półfinału zawodów ATP World Tour Masters 1000 w Indian Wells, eliminując m.in. Fernando Verdasco i Ernestsa Gulbisa. Przegrał mecz o udział w finale przegrał z Novakiem Đokoviciem. Potem Isner zagrał w Miami, jednak w IV rundzie pokonał Amerykanina Tomáš Berdych.
Podczas sezonu na kortach ziemnych swój jedyny ćwierćfinał Inser osiągnął w Nicei, gdzie poniósł porażkę z Federico Delbonisem. Na Rolandzie Garrosie Isner dotarł do IV rundy, eliminując m.in. Tommy’ego Robredo, a uległ Tomášowi Berdychowi.
Wielkoszlemowy Wimbledon Isner zakończył na III rundzie pokonany przez Feliciano Lópeza. Potem zagrał w Newport, gdzie poniósł porażkę w ćwierćfinale z Jackiem Sockiem.
Drugi tytuł w sezonie Isner wywalczył w rozpoczynającym US Open Series turnieju w Atlancie. W całych zawodach stracił seta, w meczu II rundy z Robbym Gineprim. Spotkanie finałowe wygrał z Dudim Selą. Kolejny ćwierćfinał w sezonie Isner uzyskał w Winston-Salem, jednak mecz o udział w półfinale poddał walkowerem Lukášowi Rosolowi z powodu skręconego stawu skokowego lewej nogi. Kontuzja ta nie wykluczyła go z występu na US Open. W Nowym Jorku Isner doszedł do III rundy będąc wyeliminowanym przez Philippa Kohlschreibera.
W trakcie jesiennych turniejów w Azji Isner zagrał najpierw w Pekinie, gdzie odpadł w ćwierćfinale z Tomášem Berdychem. Z rozgrywek w Szanghaju został pokonany w III rundzie przez Feliciano Lópeza.
Rok 2014 zakończył na pozycji nr 19. w klasyfikacji ATP.

### Sezon 2015
Sezon 2015 Amerykanin rozpoczął od występu razem z Sereną Williams w rozgrywkach o Puchar Hopmana. Amerykanie awansowali do finału, w którym ostatecznie ulegli reprezentacji Polski 1-2. Na Australian Open po wyeliminowaniu Jimmy’ego Wanga i Andreasa Haidera-Maurera odpadł z Gillesem Müllerem.
W lutym Amerykanin doszedł do ćwierćfinału w Memphis ponosząc porażkę po dwóch tie-breakach z Samem Querreyem. Miesiąc później Isner awansował do IV rundy w Indian Wells ulegając Novakowi Đokoviciowi. Podczas zawodów w Miami Isner osiągnął półfinał pokonawszy klasyfikowanych na czołowych pozycjach w rankingu ATP Grigora Dimitrowa, Milosa Raonicia i Keia Nishikoriego. Pojedynek o udział w finale zakończył się porażką tenisisty amerykańskiego z Đokoviciem.
Podczas turniejów rozgrywanych na kortach ziemnych Isner w turniejach ATP World Tour Masters 1000 w Monte Carlo, Madrycie i Rzymie najlepszy rezultat uzyskał w stolicy Hiszpanii awansując do ćwierćfinału. Zawody w Monako i we Włoszech kończył na III rundzie. W połowie maja Isner doszedł do półfinału w Nicei, gdzie nie sprostał Dominicowi Thiemowi. Z wielkoszlemowego turnieju French Open odpadł w 2 rundzie, po porażce z Jérémym Chardym.
Na nawierzchni trawiastej Isner osiągnął ćwierćfinał w Londynie (Queen’s), natomiast podczas Wimbledonu przegrał z 3 rundzie 6:7(4), 7:6(6), 4:6, 7:6(4), 10-12 z Marinem Čiliciem.
US Open Series Amerykanin zainaugurował od startu w Atlancie, gdzie zwyciężył po raz trzeci z rzędu, w finale pokonując 6:3, 6:3 Markosa Pagdatisa. Po tym sukcesie Isner awansował do finału w Waszyngtonie, gdzie uległ 6:4, 4:6, 4:6 Keiemu Nishikoriemu. W półfinale tej imprezy przeciwko Steve’owi Johnsonowi obronił 3 meczbole. Na US Open osiągnął IV rundę, w której nie sprostał Rogerowi Federerowi.
Jesienią Isner osiągnął dwa ćwierćfinały, najpierw w październiku w Pekinie i na początku listopada w zawodach ATP World Tour Masters 1000 w Paryżu. W III rundzie imprezy w stolicy Francji pokonał Rogera Federera, a następnie uległ Davidowi Ferrerowi.
Na koniec roku Isner zajmował 11. miejsce w światowym rankingu ATP.

### Sezon 2016

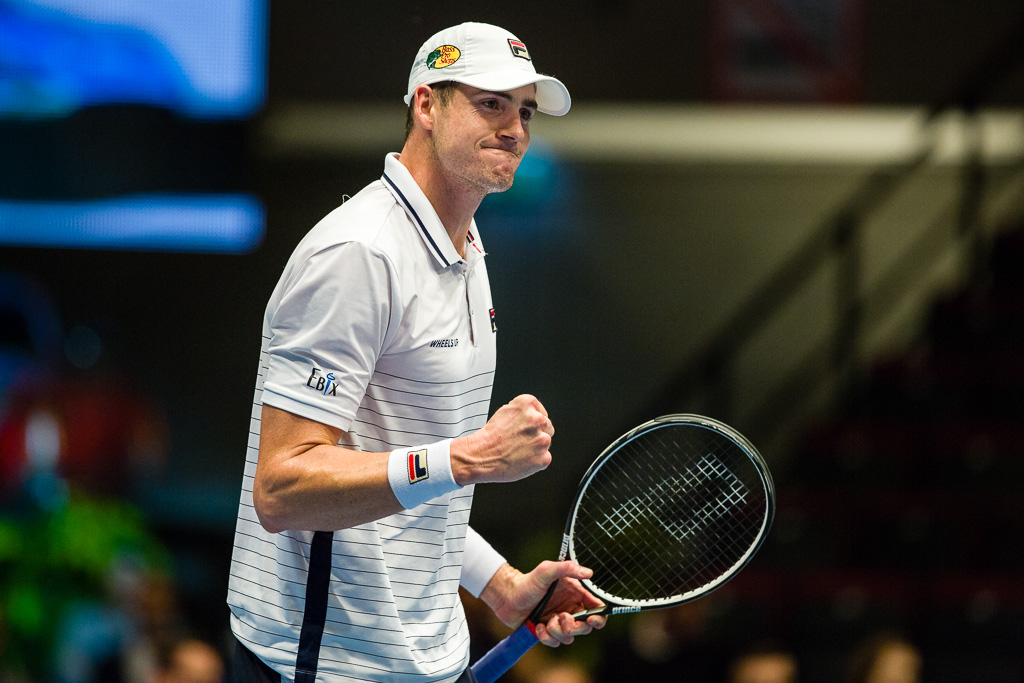
Isner podczas turnieju w Wiedniu (2016)

Sezon 2016 Isner zakończył mając w swoim dorobku tytuł zdobyty w Szanghaju w konkurencji gry podwójnej. Grał wspólnie z Jackiem Sockiem w finale pokonując 6:4, 6:4 Henriego Kontinena i Johna Peersa.
W singlu Amerykanin osiągnął 2 finały, w sierpniu w Atlancie i w listopadzie w zawodach ATP World Tour Masters 1000 w Paryżu. W Atlancie spotkanie finałowe przegrał z Nickiem Kyrgiosem, a w stolicy Francji z Andym Murrayem.
Isner osiągnął również 1 półfinał, w Houston, i 3 ćwierćfinały.
W rozgrywkach wielkoszlemowych najdalej doszedł do 4 rundy, na Australian Open i French Open. Do 3 rundy awansował na Wimbledonie i US Open. Był to pierwszy sezon w karierze Amerykanina, w którym wygrał co najmniej 10 meczów w turniejach tej kategorii.
Rok 2016 zakończył na 19. miejscu w zestawieniu ATP. Rozegrał łącznie 54 pojedynki, w 33 triumfując.

### Sezon 2017
Isner w 2017 roku wygrał dwa turnieje, w Newport i Atlancie. Zawody w Newport zakończył bez straty seta, w finale będąc lepszym od Matthew Ebdena, natomiast w Atlancie pokonał w spotkaniu o tytuł po dwóch tie-breakach Ryana Harrisona. Amerykanin był również w dwóch finałach w konkurencji gry podwójnej, w Acapulco wspólnie z Felicianem Lópezem i Pekinie z Jackiem Sockiem.
W zawodach Wielkiego Szlema osiągnął bilans 6 zwycięstw i 4 porażek najdalej dochodząc do trzecich rund French Open i US Open.
Startując w turniejach kategorii ATP World Tour Masters 1000 awansował trzykrotnie do półfinału, najpierw na nawierzchni ziemnej w Rzymie, gdzie wyeliminował m.in. w trzeciej rundzie Stana Wawrinkę (nr 3. ATP) i ćwierćfinale Marina Čilicia (nr 7. ATP). Odpadł z dalszej gry po przegranej z Alexanderem Zverevem. Drugi półfinał zanotował w Cincinnati ulegając Grigorowi Dimitrowowi, z którym zmierzył się ponownie w trzeciej rundzie halowej imprezy w Paryżu, zwyciężając po trzech tie-breakach. W trakcie trwania turnieju w Paryżu Isner był pretendentem do udziału w rozgrywkach ATP Finals i aby zakwalifikować się musiał triumfować w imprezie w stolicy Francji. W ćwierćfinale wygrał trzysetowy mecz z Juanem Martínem del Potrem, również mającym szansę na grę w ATP Finals. W półfinale Amerykanin poniósł porażkę ze startującym z eliminacji Filipem Krajinoviciem.
Isner reprezentował również Stany Zjednoczone w Pucharze Davisa. Na początku lutego zagrał zwycięski singlowy mecz ze Szwajcarem Henrim Laaksonenem, a w kwietniu rywalizował z Australią. Najpierw nie sprostał Nickowi Kyrgiosowi, a potem zdobył punkt wygrywając z Samem Grothem, jednak do półfinału awansowali tenisiści z Australii po triumfie 3:2.
Sezon 2017 Isner zakończył z 28 zwycięstwami i 22 porażkami oraz na 17. miejscu w klasyfikacji ATP.

### Sezon 2018
Podczas Wimbledonu Isner awansował do pierwszego w karierze wielkoszlemowego półfinału. W meczu drugiej rundy wyeliminował wynikiem 6:1, 6:4, 6:7(6), 6:7(3), 7:5 Rubena Bemelmansa, broniąc dwóch meczboli i serwując 64 asy. Kolejny 5-setowy pojedynek zagrał w półfinale przeciwko Kevinowi Andersonowi. Mecz zakończył się porażką Isnera 6:7(6), 7:6(5), 7:6 (9), 4:6, 24:26, trwał 6 godz. 36 min. i był drugim najdłuższym w historii Wielkiego Szlema. Na US Open Isner doszedł do ćwierćfinału i jako pierwszy Amerykanin od 2009 roku awansował do dwóch kolejnych wielkoszlemowych ćwierćfinałów. Ostatnim tenisistą ze Stanów Zjednoczonych, który tego dokonał był Andy Roddick.
Dnia 1 kwietnia Isner wygrał pierwszy w karierze tytuł ATP World Tour Masters 1000, w Miami. W wieku 32 lat stał się najstarszym tenisistą, który zdobył tytuł w zawodach tej kategorii, utworzonej w 1990. W meczu czwartej rundy pokonał Marina Čilicia (nr 3. ATP), w półfinale Juana Martína del Potra (nr 6. ATP), a w finale 6:7(4), 6:4, 6:4 Alexandra Zvereva (nr 5. ATP). Podczas turnieju w Madrycie poniósł porażkę w ćwierćfinale. Amerykanin został także mistrzem debla w Indian Wells razem z Jackiem Sockiem.
Uczestnicząc w turniejach z serii 250 i 500 triumfował pod koniec lipca w Atlancie, w ostatnim meczu pokonując 5:7, 6:3, 6:4 Ryana Harrisona. W październiku awansował do półfinału w Sztokholmie.
Sukcesy osiągnięte w sezonie, a także wycofanie dwóch tenisistów klasyfikowanych w rankingu wyżej od Isnera umożliwiły mu premierowy start w ATP Finals. Odpadł po meczach grupowych ponosząc porażki z Novakiem Đokoviciem, Marinem Čiliciem i Alexandrem Zverevem.

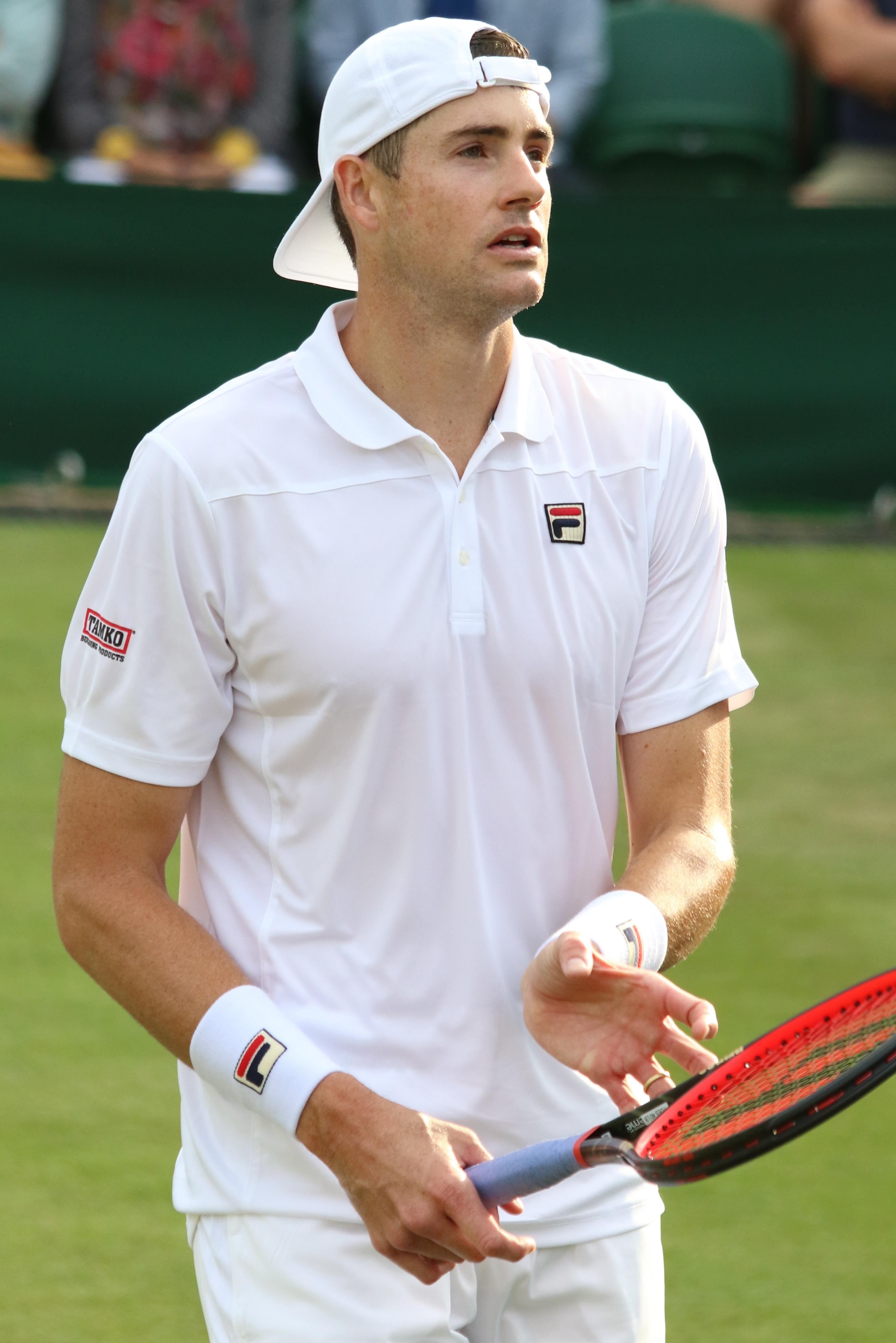
Isner podczas Wimbledonu, 2019

Amerykanin przyczynił się także do awansu reprezentacji do półfinału Pucharu Davisa. Zagrał w pierwszej rundzie przeciwko Serbii (wygrana z Dušanem Lajoviciem) i ćwierćfinale przeciwko Belgii (wygrana z Jorisem De Loore). Półfinał Stany Zjednoczone przegrały z Chorwacją, jednak Isner nie wystąpił w tej rundzie.
Sezon 2018 zakończył na 10. miejscu w rankingu ATP.

### Sezon 2019
Isner w roku 2019 zwyciężył w jednym turnieju, w lipcu na nawierzchni trawiastej w Newport, gdzie w finale pokonał Aleksandra Bublika. Amerykanin osiągnął także drugi raz z rzędu finał w Miami, ponosząc porażkę 1:6, 4:6 w ostatnim meczu z Rogerem Federerem. W pojedynku ze Szwajcarem, w drugim secie, złamał kość śródstopia w lewej nodze przez co opuścił turnieje na podłożu ziemnym i poprzedzające Wimbledon.
W lutym zagrał w trzech turniejach, w Nowym Jorku, Delray Beach i Acapulco, w każdym docierając do półfinału. W półfinałowej rywalizacji w Nowym Jorku z Reillyem Opelką nie wykorzystał sześć meczboli. Wygrywając w pierwszej rundzie w Acapulco z Adrianem Mannarinem odniósł 400. zwycięstwo w karierze.
W Wielkim Szlemie Isner najdalej awansował do trzeciej rundy US Open.
Amerykanin zagrał w sumie 48 meczów, w 30 triumfując, a na koniec roku był na miejscu nr 19.

### Finały w turniejach ATP Tour
| Legenda                                      |
| -------------------------------------------- |
| Wielki Szlem                                 |
| Igrzyska olimpijskie                         |
| Tennis Masters Cup / ATP Finals              |
| ATP Masters Series / ATP Tour Masters 1000   |
| ATP International Series Gold / ATP Tour 500 |
| ATP International Series / ATP Tour 250      |

#### Gra pojedyncza (16–15)
| Końcowy wynik | Nr  | Data             | Turniej       | Nawierzchnia  | Przeciwnik            | Wynik finału            |
| ------------- | --- | ---------------- | ------------- | ------------- | --------------------- | ----------------------- |
| Finalista     | 1.  | 5 sierpnia 2007  | Waszyngton    | Twarda        | Andy Roddick          | 4:6, 6:7(4)             |
| Zwycięzca     | 1.  | 16 stycznia 2010 | Auckland      | Twarda        | Arnaud Clément        | 6:3, 5:7, 7:6(2)        |
| Finalista     | 2.  | 21 lutego 2010   | Memphis       | Twarda (hala) | Sam Querrey           | 7:6(3), 6:7(5), 3:6     |
| Finalista     | 3.  | 10 maja 2010     | Belgrad       | Ceglana       | Sam Querrey           | 6:3, 6:7(4), 4:6        |
| Finalista     | 4.  | 25 lipca 2010    | Atlanta       | Twarda        | Mardy Fish            | 6:4, 4:6, 6:7(4)        |
| Zwycięzca     | 2.  | 10 lipca 2011    | Newport       | Trawiasta     | Olivier Rochus        | 6:3, 7:6(6)             |
| Finalista     | 5.  | 24 lipca 2011    | Atlanta       | Twarda        | Mardy Fish            | 6:3, 6:7(6), 2:6        |
| Zwycięzca     | 3.  | 27 sierpnia 2011 | Winston-Salem | Twarda        | Julien Benneteau      | 4:6, 6:3, 6:4           |
| Finalista     | 6.  | 18 marca 2012    | Indian Wells  | Twarda        | Roger Federer         | 6:7(7), 3:6             |
| Finalista     | 7.  | 15 kwietnia 2012 | Houston       | Ceglana       | Juan Mónaco           | 2:6, 6:3, 3:6           |
| Zwycięzca     | 4.  | 15 lipca 2012    | Newport       | Trawiasta     | Lleyton Hewitt        | 7:6(1), 6:3             |
| Zwycięzca     | 5.  | 25 sierpnia 2012 | Winston-Salem | Twarda        | Tomáš Berdych         | 3:6, 6:4, 7:6(9)        |
| Zwycięzca     | 6.  | 14 kwietnia 2013 | Houston       | Ceglana       | Nicolás Almagro       | 6:3, 7:5                |
| Zwycięzca     | 7.  | 28 lipca 2013    | Atlanta       | Twarda        | Kevin Anderson        | 6:7(3), 7:6(2), 7:6(2)  |
| Finalista     | 8.  | 4 sierpnia 2013  | Waszyngton    | Twarda        | Juan Martín del Potro | 6:3, 1:6, 2:6           |
| Finalista     | 9.  | 18 sierpnia 2013 | Cincinnati    | Twarda        | Rafael Nadal          | 6:7(8), 6:7(3)          |
| Zwycięzca     | 8.  | 11 stycznia 2014 | Auckland      | Twarda        | Lu Yen-hsun           | 7:6(4), 7:6(7)          |
| Zwycięzca     | 9.  | 27 lipca 2014    | Atlanta       | Twarda        | Dudi Sela             | 6:3, 6:4                |
| Zwycięzca     | 10. | 2 sierpnia 2015  | Atlanta       | Twarda        | Markos Pagdatis       | 6:3, 6:3                |
| Finalista     | 10. | 9 sierpnia 2015  | Waszyngton    | Twarda        | Kei Nishikori         | 6:4, 4:6, 4:6           |
| Finalista     | 11. | 7 sierpnia 2016  | Atlanta       | Twarda        | Nick Kyrgios          | 6:7(3), 6:7(4)          |
| Finalista     | 12. | 6 listopada 2016 | Paryż         | Twarda (hala) | Andy Murray           | 3:6, 7:6(4), 4:6        |
| Zwycięzca     | 11. | 23 lipca 2017    | Newport       | Trawiasta     | Matthew Ebden         | 6:3, 7:6(4)             |
| Zwycięzca     | 12. | 30 lipca 2017    | Atlanta       | Twarda        | Ryan Harrison         | 7:6(6), 7:6(7)          |
| Zwycięzca     | 13. | 1 kwietnia 2018  | Miami         | Twarda        | Alexander Zverev      | 6:7(4), 6:4, 6:4        |
| Zwycięzca     | 14. | 29 lipca 2018    | Atlanta       | Twarda        | Ryan Harrison         | 5:7, 6:3, 6:4           |
| Finalista     | 13. | 31 marca 2019    | Miami         | Twarda        | Roger Federer         | 1:6, 4:6                |
| Zwycięzca     | 15. | 21 lipca 2019    | Newport       | Trawiasta     | Aleksandr Bublik      | 7:6(2), 6:3             |
| Zwycięzca     | 16. | 1 sierpnia 2021  | Atlanta       | Twarda        | Brandon Nakashima     | 7:6(8), 7:5             |
| Finalista     | 14. | 10 kwietnia 2022 | Houston       | Ceglana       | Reilly Opelka         | 3:6, 6:7(7)             |
| Finalista     | 15. | 12 lutego 2023   | Dallas        | Twarda (hala) | Wu Yibing             | 7:6(4), 6:7(3), 6:7(12) |

#### Gra podwójna (8–6)
| Końcowy wynik | Nr | Data                 | Turniej      | Nawierzchnia  | Partner           | Przeciwnicy                              | Wynik finału       |
| ------------- | -- | -------------------- | ------------ | ------------- | ----------------- | ---------------------------------------- | ------------------ |
| Zwycięzca     | 1. | 13 lipca 2008        | Newport      | Trawiasta     | Mardy Fish        | Rohan Bopanna Aisam-ul-Haq Qureshi       | 6:4, 7:6(1)        |
| Zwycięzca     | 2. | 21 lutego 2010       | Memphis      | Twarda (hala) | Sam Querrey       | Ross Hutchins Jordan Kerr                | 6:4, 6:4           |
| Finalista     | 1. | 2 maja 2010          | Rzym         | Ceglana       | Sam Querrey       | Bob Bryan Mike Bryan                     | 2:6, 3:6           |
| Finalista     | 2. | 10 kwietnia 2011     | Houston      | Ceglana       | Sam Querrey       | Bob Bryan Mike Bryan                     | 7:6(4), 2:6, 5–10  |
| Zwycięzca     | 3. | 15 maja 2011         | Rzym         | Ceglana       | Sam Querrey       | Mardy Fish Andy Roddick                  | walkower           |
| Finalista     | 3. | 18 marca 2012        | Indian Wells | Twarda        | Sam Querrey       | Marc López Rafael Nadal                  | 2:6, 6:7(3)        |
| Zwycięzca     | 4. | 16 października 2016 | Szanghaj     | Twarda        | Jack Sock         | Henri Kontinen John Peers                | 6:4, 6:4           |
| Finalista     | 4. | 5 marca 2017         | Acapulco     | Twarda        | Feliciano López   | Jamie Murray Bruno Soares                | 3:6, 3:6           |
| Finalista     | 5. | 8 października 2017  | Pekin        | Twarda        | Jack Sock         | Henri Kontinen John Peers                | 3:6, 6:3, 7–10     |
| Zwycięzca     | 5. | 17 marca 2018        | Indian Wells | Twarda        | Jack Sock         | Bob Bryan Mike Bryan                     | 7:6(4), 7:6(2)     |
| Zwycięzca     | 6. | 24 lipca 2021        | Los Cabos    | Twarda        | Hans Hach Verdugo | Hunter Reese Sem Verbeek                 | 5:7, 6:2, 10–4     |
| Zwycięzca     | 7. | 19 marca 2022        | Indian Wells | Twarda        | Jack Sock         | Santiago González Édouard Roger-Vasselin | 7:6(4), 6:3        |
| Zwycięzca     | 8. | 2 kwietnia 2022      | Miami        | Twarda        | Hubert Hurkacz    | Wesley Koolhof Neal Skupski              | 7:6(5), 6:4        |
| Finalista     | 6. | 15 maja 2022         | Rzym         | Ceglana       | Diego Schwartzman | Nikola Mektić Mate Pavić                 | 2:6, 7:6(6), 10–12 |

### Osiągnięcia w turniejach Wielkiego Szlema i ATP Tour Masters 1000 (gra pojedyncza)
| Turniej                  | 2007         | 2008         | 2009         | 2010         | 2011         | 2012         | 2013         | 2014         | 2015         | 2016         | 2017         | 2018         | 2019         | 2020         | 2021         | 2022         | 2023         | Wygrane turnieje | Bilans w turnieju |
| Wielki Szlem             | Wielki Szlem | Wielki Szlem | Wielki Szlem | Wielki Szlem | Wielki Szlem | Wielki Szlem | Wielki Szlem | Wielki Szlem | Wielki Szlem | Wielki Szlem | Wielki Szlem | Wielki Szlem | Wielki Szlem | Wielki Szlem | Wielki Szlem | Wielki Szlem | Wielki Szlem | Wielki Szlem     | Wielki Szlem      |
| ------------------------ | ------------ | ------------ | ------------ | ------------ | ------------ | ------------ | ------------ | ------------ | ------------ | ------------ | ------------ | ------------ | ------------ | ------------ | ------------ | ------------ | ------------ | ---------------- | ----------------- |
| Australian Open          | –            | 1R           | 1R           | 4R           | 3R           | 3R           | –            | 1R           | 3R           | 4R           | 2R           | 1R           | 1R           | 3R           | –            | 1R           | 1R           | 0 / 14           | 15–14             |
| French Open              | –            | 1R           | –            | 3R           | 1R           | 2R           | 3R           | 4R           | 2R           | 4R           | 3R           | 4R           | –            | 2R           | 3R           | 3R           | 1R           | 0 / 14           | 22–14             |
| Wimbledon                | –            | 1R           | –            | 2R           | 2R           | 1R           | 2R           | 3R           | 3R           | 3R           | 2R           | SF           | 2R           | NH           | 1R           | 3R           | 1R           | 0 / 14           | 18–14             |
| US Open                  | 3R           | 1R           | 4R           | 3R           | QF           | 3R           | 3R           | 3R           | 4R           | 3R           | 3R           | QF           | 3R           | 1R           | 1R           | 2R           | 2R           | 0 / 17           | 32–16             |
| Bilans spotkań           | 2–1          | 0–4          | 3–2          | 8–4          | 7–4          | 5–4          | 5–3          | 7–4          | 8–4          | 10–4         | 6–4          | 12–4         | 3–3          | 3–3          | 2–3          | 5–3          | 1–4          | N/A              | 87–58             |
| ATP Finals               |              |              |              |              |              |              |              |              |              |              |              |              |              |              |              |              |              |                  |                   |
| ATP Finals               | –            | –            | –            | –            | –            | –            | –            | –            | –            | –            | –            | RR           | –            | –            | –            | –            | –            | 0 / 1            | 0–3               |
| ATP Tour Masters 1000    |              |              |              |              |              |              |              |              |              |              |              |              |              |              |              |              |              |                  |                   |
| Indian Wells             | –            | 2R           | 4R           | 4R           | 3R           | F            | 2R           | SF           | 4R           | 4R           | 3R           | 2R           | 4R           | NH           | 3R           | 4R           | 1R           | 0 / 15           | 26–14             |
| Miami                    | –            | 1R           | 2R           | 3R           | 4R           | 3R           | 3R           | 4R           | SF           | 2R           | 3R           | W            | F            | NH           | 4R           | 2R           | 1R           | 1 / 15           | 26–14             |
| Monte Carlo              | –            | –            | –            | –            | –            | –            | 1R           | –            | 3R           | –            | –            | –            | –            | NH           | –            | –            | –            | 0 / 2            | 2–2               |
| Madryt                   | –            | –            | –            | 3R           | 2R           | 2R           | 2R           | 3R           | QF           | –            | –            | QF           | –            | NH           | QF           | 2R           | –            | 0 / 9            | 15–9              |
| Rzym                     | –            | –            | –            | 2R           | 1R           | 2R           | 1R           | 1R           | 3R           | –            | SF           | 2R           | –            | –            | –            | 2R           | –            | 0 / 9            | 9–9               |
| Montreal/Toronto         | –            | –            | 2R           | –            | 2R           | SF           | 1R           | 1R           | QF           | 2R           | 1R           | 3R           | 2R           | NH           | SF           | –            | –            | 0 / 11           | 15–11             |
| Cincinnati               | 1R           | 2R           | 2R           | 2R           | 1R           | –            | F            | 3R           | 1R           | 2R           | SF           | 1R           | 2R           | 3R           | 3R           | QF           | 1R           | 0 / 16           | 23–16             |
| Szanghaj                 |              |              | 1R           | 2R           | –            | 3R           | 2R           | 3R           | 3R           | 1R           | 3R           | –            | 3R           | NH           | NH           | NH           | –            | 0 / 9            | 11–9              |
| Paryż                    | –            | –            | 2R           | 2R           | SF           | 2R           | 3R           | 2R           | QF           | F            | SF           | 3R           | 2R           | –            | –            | 2R           | –            | 0 / 12           | 18–12             |
| Bilans spotkań           | 0–1          | 2–3          | 7–6          | 8–7          | 9–7          | 11–7         | 9–9          | 12–8         | 20–9         | 9–6          | 15–7         | 10–6         | 11–6         | 2–1          | 12–4         | 8–6          | 0–3          | N/A              | 145–96            |
| Ranking na koniec sezonu |              |              |              |              |              |              |              |              |              |              |              |              |              |              |              |              |              |                  |                   |
|                          | 106          | 144          | 34           | 19           | 18           | 14           | 14           | 19           | 11           | 19           | 17           | 10           | 19           | 25           | 24           | 41           |              | N/A              | N/A               |

Legenda
     W, wygrał turniej
     F, przegrał w finale
     SF, przegrał w półfinale
     QF, przegrał w ćwierćfinale
     4R, 3R, 2R, 1R przegrał w IV, III, II, I rundzie
     RR, odpadł w fazie grupowej
     –, nie startował w turnieju głównym
     NH, turniej nie odbył się